# Tiny Core Linux
Tiny Core Linux („Тайни Кор Линукс“, TCL) е лека операционна система, основаваща се на GNU/Linux, която се съсредоточава върху предлагането единствено на базова операционна система, използвайки BusyBox (по-лека версия на шела Bash) и FLTK библиотеките за графичната част на операционната система. Изборът на точно тези два основни компонента на операционната система ѝ позволяват да бъде лека и бърза. Това, което отличава Tiny Core Linux от останалите операционна системи, е нейната големина (12 мегабайта) и това, че когато е инсталирана, съдържа само най-базовите инструменти. Допълнителна функционалност може да се добави чрез инсталирането на разширения (програми) от App Browser. Tiny Core Linux е операционна система с отворен код и е лицензирана под GNU General Public License версия 2. Системата е разработена от Робърт Шингълдекер.

## Различни „видове“ Tiny Core
Tiny Core linux може да се изтегли под няколко вариации от официалният уебсайт.
„Core“ (8 мегабайта) (също така наричан „Micro Core Linux“) е основата на всички други вариации, защото тя идва с най-малко елементи. Това, по което се отличава от другите вариации, е:
- Няма графичен интерфейс (но такъв може да бъде инсталиран впоследствие).
- Най-малък на големина.

Това го прави добра система за сървъри или хора, които искат да започнат да градят операционната си система от най-базово ниво. Но с тези качества идват и недостатъците:
- Не се препоръчва за нови потребители
- Без инсталация на допълнителни разширения (програми) операционната система би била приложима в много малко области.[2]

Поради тези недостатъци са направени следващите вариации:
„Tiny Core“ (12 мегабайта) е „Core“ с добавени X библиотеки, FLTK, FLWM графичен интерфейс и няколко GUI програми:
- Exit – Програма за изключване/рестартиране на компютъра. В нея също така може да се уточни дали настройките направени по системата да бъдат запазени на твърдия диск (Tiny Core върви изцяло в рамта на компютъра) и къде.
- Terminal – Емулатор на терминал. В него могат да се изпълняват конзолни програми (htools, gcc). Командният интерпретатор по подразбиране е BusyBox, но може да бъде заместен с друг. BusyBox не предлага някой от функциите на UNIX, затова може coreutils.tcz и util-linux.tcz да бъдат инсталирани от App Browser, за да е системата напълно съвместна с GNU.
- Control Panel – Настройки на системата – интернет, wbar (програма за лесно стартиране на инсталирани приложения, които са подредени във формата на икони), мишка и др.
- Editor – Текстов редактор, притежаващ единствено основни функции.
- App Browser – Софтуер за инсталиране на разширения/програми.
- Run Program – Програма за намиране и изпълняване на други програми
- Mount Tool – Служи за зареждане на отделни дялове от твърдия диск
- И още

Тези програми правят системата по-използваема. Създателите препоръчват тази вариация на системата на новите потребители. Tiny Core e средна по големина сравнена с останалите две вариации на операционната система. Не се препоръчва за потребители, които имат достъп единствено до безжичен интернет, защото такъв не поддържа. Може обаче да се инсталира поддръжка за безжичен интернет, ако компютърът се прикачи към жичен и изтегли разширението от App Browser. Тази вариация не идва с програма за инсталиране на системата на твърдия диск (TC Install). Тя може да бъде инсталирана впоследствие чрез App Browser.
„Core Plus“ (64 мегабайта) e съставена Tiny Core с още няколко добавки. Най-значителни сред тях са поддръжка на безжичен интернет, TC Install и поддръжка на различни клавиатурни подредби (а не само на щатската подредба, както е в Tiny Core).

## Системни изисквания
Системните изисквания на Tiny Core Linux доста малки в сравнение с по-известните GNU/Linux дистрибуции като Ubuntu, Suse и Mandriva. Още по-голям е контрастът, ако бъде сравнена и с операционни системи като Windows и macOS.

### Минимална конфигурация
Tiny Core – най-малко 46 мегабайта RAM. Ако има по-малко памет в наличност, системата няма да зареди независимо колко swap място има заделено.
Core – най-малко 28 MB RAM. Поне i486DX.

### Препоръчителна конфигурация
Дори системата да отговаря на горните спецификации, ако се планира допълнително да се инсталират тежки приложения, е препоръчително компютърът да отговаря поне на следните изисквания:
Pentium 2 CPU и 128 MB RAM.

## Философия на дизайна
Създателите на Tiny Core Linux я описват като „гъвкава и много малка операционна система с графичен работен плот, която може да се зарежда директно от компактдиск, USB флашпамет или от твърдия диск.“ От версия 2.8.1 Tiny Core e направена да работи изцяло в RAM, но с 3 различни режима на операция:
- „Cloud“ или „Internet mode“ – тестов режим, използващ вграден Арр Browser с цел разглеждане на разширения от онлайн източници. Tiny Core Linux е заредена изцяло в рамта за текущата сесия.
- TCE/Install – режим, в който инсталираните разширения се записват на външна памет, но отделно са заредени и в RAM паметта с цел по-бързо стартиране на приложения.
- TCE/CopyFS – режим, в който операционната система инсталира разширения в GNU/Linux дял като типична дистрибуция.[5]

## История
В следната таблица се съдържат датите на завършване на различните версии на Tiny Core Linux във времето.
| Версия | Стабилност     | Дата на завършеност |
| ------ | -------------- | ------------------- |
| v1.0   | стабилна       | 5 януари 2009       |
| v2.0   | стабилна       | 7 юни 2009          |
| v3.0   | стабилна       | 19 юли 2010         |
| v4.0   | стабилна       | 25 септември 2011   |
| v4.5.6 | стабилна       | 6 юли 2012          |
| v4.6   | стабилна       | 8 август 2012       |
| v4.7.3 | сегашна версия | 1 ноември 2012      |